# Biotop des Jahres
Das Biotop des Jahres wurde seit dem Jahr 1988 jährlich durch das Naturschutzzentrum Hessen ausgerufen, um auf die Gefährdung dieser Lebensräume aufmerksam zu machen. Seit 1996 erfolgte die Wahl jeweils für zwei Jahre.
Die Auswahl des Biotops des Jahres erfolgte nach der Gefährdung des Lebensraumes durch den Menschen.
Nach einer Verkleinerung des Personalbestands des Naturschutzzentrums auf etwa 50 Prozent im Zuge der Sanierungs-Aktion „Sichere Zukunft“ des Landes Hessen und sich daraus ergebenden erheblichen Kapazitätsengpässen wurde von 2006 bis 2009 kein weiteres Biotop des Jahres benannt. Seit dem Jahr 2010 ernennt die NABU-Ortsgruppe Seeheim-Jugenheim in der Regel jährlich das Biotop des Jahres.

## Bisherige Biotope des Jahres
| Jahr      | Biotop                               | Abbildung                                 |
| --------- | ------------------------------------ | ----------------------------------------- |
| 1988      | Obstwiese                            | 1988 Obstwiese                            |
| 1989      | Waldrand und Waldwiese               | 1989 Waldrand und Waldwiese               |
| 1990      | Röhricht                             | 1990 Röhricht                             |
| 1991      | Magerrasen                           | 1991 Magerrasen                           |
| 1992      | Quelle                               | 1992 Quelle                               |
| 1993      | Feldholzinsel                        | 1993 Feldholzinsel                        |
| 1994      | Wegrand                              | 1994 Wegrand                              |
| 1995      | Buchenwald                           | 1995 Buchenwald                           |
| 1996–1997 | Bach                                 | 1996 Bach                                 |
| 1998–1999 | Obstwiese                            | 1998 Obstwiese                            |
| 2000–2001 | Fluss                                | 2000 Fluss                                |
| 2002–2003 | Garten                               | 2002 Garten                               |
| 2004–2005 | Viehweide                            | 2004 Viehweide                            |
| 2006–2009 | nicht ausgewiesen                    | nicht ausgewiesen                         |
| 2010      | Blütenhang                           | 2010 Blütenhang                           |
| 2011      | Blumenwiese                          | 2011 Blumenwiese                          |
| 2012      | Totholz                              | 2012 Totholz                              |
| 2013–2014 | nicht ausgewiesen                    | nicht ausgewiesen                         |
| 2015      | Alte Bäume                           | 2015 Alte Bäume                           |
| 2016      | Trockenmauer                         | 2016 Trockenmauer                         |
| 2017      | Brache                               | 2017 Brache                               |
| 2018      | Saum                                 | 2018 Saum                                 |
| 2019      | Arten- und strukturreicher Naturwald | 2019 Arten- und strukturreicher Naturwald |
| 2020      | Artenreiche Allee                    | 2020 Artenreiche Allee                    |
| 2021      | nicht ausgewiesen                    | nicht ausgewiesen                         |
| 2022      | Naturgarten                          | 2022 Naturgarten                          |